# Абдулали-тархан
Абдулали-тархан (узб. Abdulali tarxon; XV век — конец XV века, Бухара, Империя Тимуридов) — хоким Бухарского вилайета Империи Тимуридов в 90-е годах XV века. Являлся одним из авторитетных эмиров Султана Ахмед мирзы. Крупный землевладелец эпохи Тимуридов.
Камаль ад-Дин Бинои, писал, что Абдулали-тархан имел с Мухаммедом Шейбани «беспредельную дружбу», а Бабур обвинял Абдулали-тархана в возвышении Мухаммеда Шейбани и падении древних владельных домов Тимуридов.